# Euxoa cryptica
Euxoa cryptica är en fjärilsart som beskrevs av David F. Hardwick 1968. Euxoa cryptica ingår i släktet Euxoa och familjen nattflyn. Inga underarter finns listade i Catalogue of Life.